# Alice Plays Cupid
Série Alice Comedies
Alice's Tin Pony
(1925) Alice Rattled by Rats
(1925)
Pour plus de détails, voir Fiche technique et Distribution.
Alice Plays Cupid est un court métrage d'animation américain muet de la série Alice Comedies sorti en 1925.

## Synopsis
Julius est un maître nageur-sauveteur sur une plage. Il rencontre une jolie chatte et en tombe amoureux. Alice souhaite aider le couple en conduisant la voiture mais les amoureux décident de partir ensemble.

## Fiche technique
- Titre original : Alice Plays Cupid ; Alice in Love (titre de travail)
- Série : Alice Comedies
- Réalisation : Walt Disney
- Animation : Ub Iwerks, Rollin Hamilton, Thurston Harper, Hugh Harman, Rudolf Ising
- Encrage et peinture : Lillian Bounds, Irene Hamilton, Hazelle Linston, Walker Harman
- Photographie : Rudolf Ising
- Montage  : Georges Winkler
- Production :  Walt Disney
- Société de production : Disney Brothers Studios
- Société de distribution : Margaret J. Winkler (1925) ; Syndicate Pictures (1930, version sonorisée)
- Pays de production :  États-Unis
- Format d'image : noir et blanc - 35 mm - 1,37:1 - muet
- Genre : animation et prises de vues réelles
- Durée : 7 minutes
- Dates de sortie : 
  - Version muette : 15 octobre 1925[1]
  - Version sonorisée : 1er avril 1930

Source : Walt in Wonderland

## Distribution
- Margie Gay : Alice

## Commentaires
Produit du 24 août au 9 septembre 1925, le film a été livré le 17 septembre 1925 et présenté en avant-première le 18 septembre 1925 à l'Apollo Theater de Los Angeles. 